# Mormopterus minutus
Mormopterus minutus é uma espécie de morcego da família Molossidae. Endêmica de Cuba.